# Куртамиш (присілок)
Куртами́ш (рос. Куртамыш) — присілок у складі Кетовського району Курганської області, Росія. Входить до складу Раковської сільської ради.
Населення — 24 особи (2010, 47 у 2002).